# Shabazz Muhammad
Shabazz Nagee Muhammad (ur. 13 listopada 1992 w Long Beach) – amerykański koszykarz, występujący na pozycjach rzucającego obrońcy lub niskiego skrzydłowego, obecnie zawodnik Grand Rapids Gold. 
Brat tenisistki Asi Muhammad.
W 2012 został uznany najlepszym zawodnikiem amerykańskich szkół średnich przez kilka różnych organizacji (Naismith Prep Player of the Year, Mr. Basketball USA, Morgan Wootten National Player of the Year, Parade Player of the Year). Wystąpił też w czterech meczach gwiazd amerykańskich szkół średnich All-American Championship (2011), Nike Hoop Summit, Jordan Classic, McDonald’s All-American, w dóch ostatnich został wybrany MVP. Przez dwa lata z rzędu (2011, 2012) wybierano go najlepszym zawodnikiem stanu Nevada (Nevada Gatorade Player of the Year). Został wybrany do I składu Parade All-American i USA Today All-USA w 2012, a rok wcześniej do II składu USA Today All-USA.
2 marca 2018 został zwolniony przez Minnesotę Timberwolves. 4 marca podpisał umowę do końca sezonu z Milwaukee Bucks.
22 września 2018 dołączył do 20-osobowego składu Milwaukee Bucks na obóz treningowy. 11 października został zwolniony.
12 października podpisał kontrakt z chińskim Shanxi Brave Dragons grającym w lidze CBA.
18 lipca 2019 dołączył do Shaanxi Xinda, występującego w chińskiej lidze NBL. 15 sierpnia został zawodnikiem Shenzhen Leopards, występującego w chińskiej lidze CBA.

## Osiągnięcia
Stan na 31 grudnia 2021, na podstawie, o ile nie zaznaczono inaczej.
NCAA
- Uczestnik turnieju NCAA (2013)
- Mistrz sezonu regularnego konferencji Big 12 (2013)
- Współlaureat nagrody dla najlepszego pierwszorocznego zawodnika konferencji Pac-12 (2013)[10]
- Zaliczony do:
  - I składu:
    - Pac-12 (2013)
    - turnieju Legends Classic (2013)
    - najlepszych pierwszorocznych zawodników:
      - NCAA - Freshman All-American (2013)
      - Pac-12 (2013)

  - II składu All-American (2013 przez TSN)

Indywidualne
- Zaliczony do I składu turnieju NBA D-League Showcase (2014)
- Uczestnik meczu gwiazd chińskiej ligi CBA (2019)[11]

NBA
- Uczestnik Rising Stars Challenge (2015)